# Ray Clarke
Ray Clarke (Hackney, 25 september 1952) is een Engels voormalig profvoetballer die speelde als centrumspits.

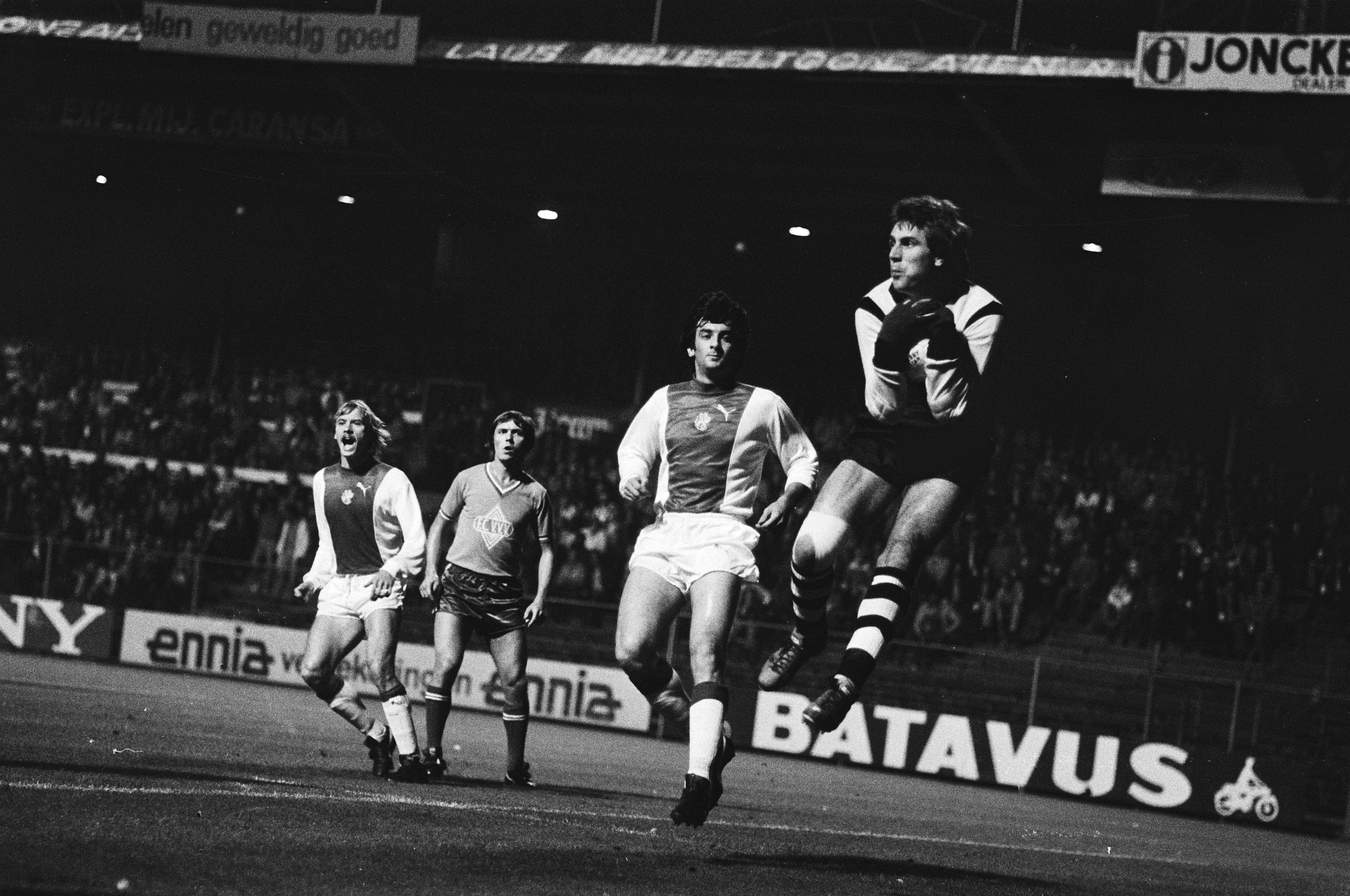
Zaterdagavond 23-9-1978, eredivisieduel Ajax-FC VVV (Venlo) 4-0. Ajax' centrumspits Ray Clarke in duel met de Poolse FC VVV-doelman Eddy Sobczak. Geheel links Ajax-speler Dick Schoenaker.

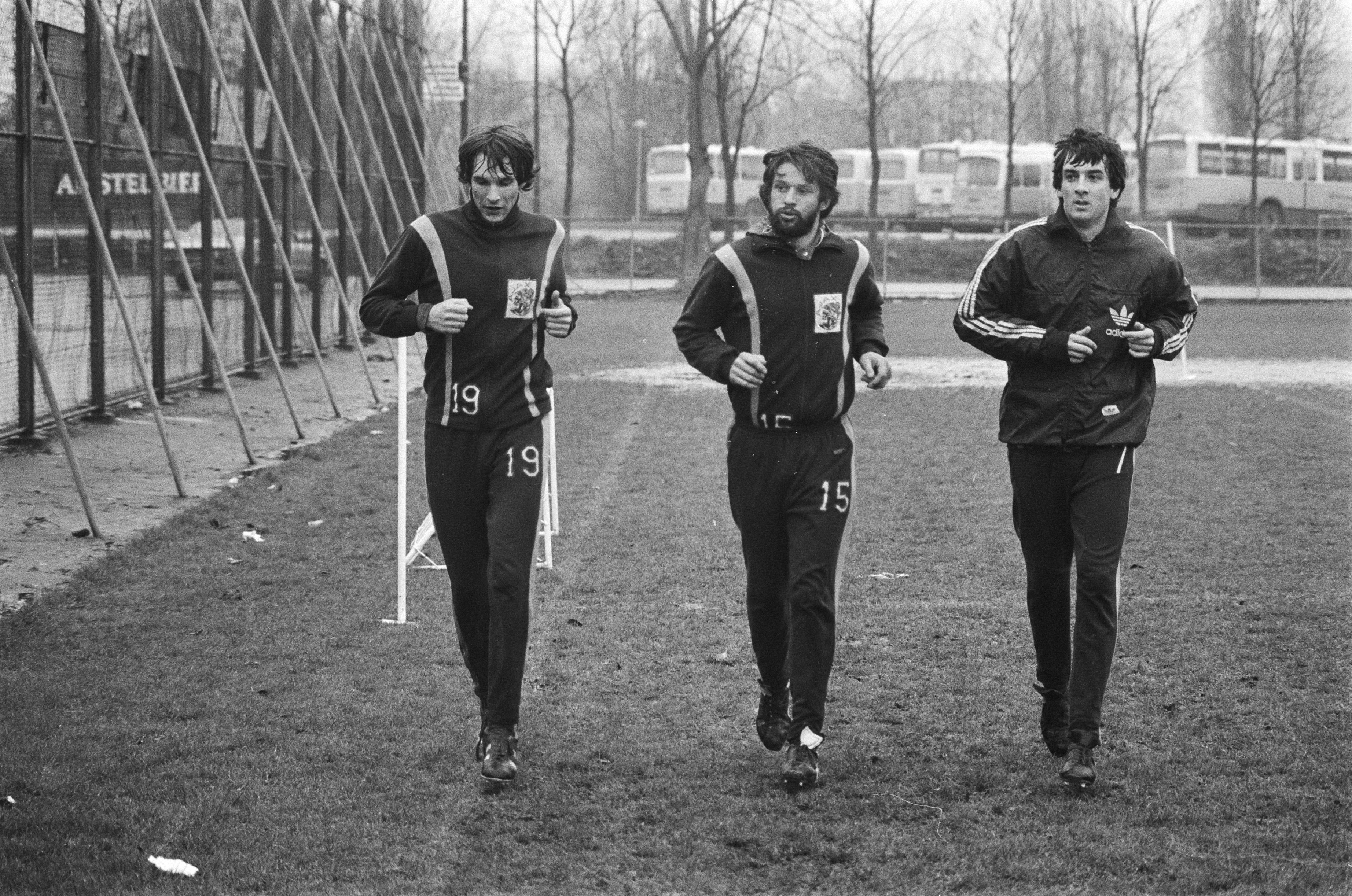
4-12-1978. Training Ajax voor Europa Cup III-duel Ajax-Honved Boedapest (2-0). Van links naar rechts: Pim van Dord, Hans Erkens en Ray Clarke. Op de achtergrond: streekbussen NZH (Noord- en Zuid-Holland).

Hij maakte in Nederland voor het eerst furore bij Sparta in Rotterdam-West onder trainer Cor Brom en scoorde onder meer in de wedstrijd Ajax-Sparta (1-3, september 1976). Hij kwam in juli 1978 samen met zijn trainer Cor Brom en medespeler Wim Meutstege mee naar Ajax, dat net centrumspits en 4-voudig topscorer in de eredivisie Ruud Geels aan Anderlecht in Brussel verkocht had. Clarke maakte tijdens zijn verblijf in Amsterdam-Oost 38 doelpunten in één seizoen (26 competitie, 6 KNVB Beker, 6 UEFA Cup), met goals in onder meer het kampioensduel metAZ '67 (1-1 thuis) en de twee bekerfinales tegen FC Twente (1-1 en 3-0). Ajax werd dat seizoen 1978/1979 landskampioen met 93 goals vóór en 31 goals tegen, het beste resultaat van Ajax na het vertrek van Johan Cruijff naar Barcelona na het seizoen 1972/1973, met onder meer Wim Meutstege, Ruud Krol, Jan Everse, Frank Arnesen, Dick Schoenaker, Søren Lerby, Tscheu La Ling, Ray Clarke en Simon Tahamata als basisspelers. Ondanks dat besloot voorzitter Ton Harmsen Ray Clarke in de verkoop te doen. Dit zeer tegen de zin van de F-Side die met de slogan Ray Must Stay Harmsen en het bestuur (tevergeefs) op andere gedachten probeerde te brengen. Daarna speelde Clarke even voor Club Brugge voordat hij naar Engeland terugkeerde.

## Clubs
- 1972-1973: Tottenham Hotspur  ENG
- 1973-1974: Swindon Town  ENG
- 1974-1976: Mansfield Town  ENG
- 1976-1978: Sparta  NED
- 1978-1979: Ajax  NED
- 1979: Club Brugge  BEL
- 1979-1980: Brighton  ENG
- 1980-1981: Newcastle United  ENG

Clarke was als scout in dienst van onder meer Celtic (2005-2009), Portsmouth FC (2009-2010) en Middlesbrough FC (2010-2012). Sinds 2012 is hij in die functie werkzaam bij Blackburn Rovers.